# 1982-es amatőr ökölvívó-világbajnokság
A 3. amatőr ökölvívó-világbajnokságot Münchenben, az NSZK-ban rendezték 1982. május 4–15. között. A szupernehézsúly bevezetésével eggyel nőtt a súlycsoportok száma, így 12 versenyszámban avattak világbajnokot. A küzdelmek egyenes kieséses rendszerben zajlottak, és mindkét elődöntő vesztese bronzérmet kapott.

## Érmesek
| 1982-es amatőr ökölvívó-világbajnokság érmesei |                                   |                                     |                                                                 |
| Versenyszám                                    | Arany                             | Ezüst                               | Bronz                                                           |
| Szupernehézsúly                                | Tyrell Biggs (Egyesült Államok)   | Francesco Damiani (Olaszország)     | Peter Hussing (NSZK) Petar Stojmenov (Bulgária)                 |
| Nehézsúly                                      | Alekszandr Jagubkin (Szovjetunió) | Jürgen Fanghänel (NDK)              | Grzegorz Skrzecz (Lengyelország) Hermenegildo Baez Kuba         |
| Félnehézsúly                                   | Pablo Romero (Kuba)               | Paweł Skrzecz (Lengyelország)       | Pero Tadić (Jugoszlávia) Valerij Shin (Szovjetunió)             |
| Középsúly                                      | Bernardo Comas (Kuba)             | Tarmo Uusivirta (Finnország)        | Iran Barkley (Egyesült Államok) Pedro van Raamsdonk (Hollandia) |
| Nagyváltósúly                                  | Alekszandr Koskin (Szovjetunió)   | Armando Martínez (Kuba)             | Tom Corr (Írország) Mihail Takov (Bulgária)                     |
| Váltósúly                                      | Mark Breland (Egyesült Államok)   | Szerik Konakbajev (Szovjetunió)     | Manfred Zielonka (NSZK) Roland Omoruyi (Nigéria)                |
| Kisváltósúly                                   | Carlos García (Kuba)              | Kim Dong-Kil (Dél-Korea)            | Mirko Puzović (Jugoszlávia) Shadrah Odhiambo (Svédország)       |
| Könnyűsúly                                     | Ángel Herrera (Kuba)              | Pernell Whitaker (Egyesült Államok) | Viorel Ioana (Románia) Milivoj Labudović (Jugoszlávia)          |
| Pehelysúly                                     | Adolfo Horta (Kuba)               | Rawsalyn Otgonbayar (Mongólia)      | Richard Nowakowski (NDK) Bernard Gray (Egyesült Államok)        |
| Harmatsúly                                     | Floyd Favors (Egyesült Államok)   | Viktor Mirosnyicsenko (Szovjetunió) | Sami Buzoli (Jugoszlávia) Klaus-Dieter Kirchstein (NDK)         |
| Légsúly                                        | Jurij Alekszandrov (Szovjetunió)  | Michael Collins (Egyesült Államok)  | Jesús Pool (Venezuela) Constantin Titoiu (Románia)              |
| Kislégsúly                                     | Iszmail Musztafov (Bulgária)      | Go Yong-Hwan (Észak-Korea)          | Dietmar Geilich (NDK) Yong Mo-Huh (Dél-Korea)                   |